# Пуатье, Сидни Тамиа
Сидни Тамиа Пуатье (англ. Sydney Tamiia Poitier, род. 15 ноября 1973) — американская актриса, дочь актёров Сидни Пуатье и Джоанны Шимкус.

## Биография
Пуатье родилась в Лос-Анджелесе и окончила Нью-Йоркский университет, после чего обучалась в Актёрской студии Стеллы Адлер. Её актёрский дебют состоялся в телефильме «Уйти из Эдема», где она снялась вместе со своим отцом. В 2001 году, Пуатье снялась в недолго просуществовавшем сериале NBC «Первые годы», а в 2003 году сыграла заглавную роль в ситкоме UPN «Эбби», также закрытом после одного сезона. Затем она взяла на себя второстепенную роль в «Новая Жанна д’Арк», а в следующем году снялась в первом сезоне сериала «Вероника Марс»
На большом экране Пуатье появилась в фильме «Доказательство смерти» (2007), а затем снялась в провальной перезагрузке сериала «Рыцарь дорог». В последующие годы она продолжила свою карьеру на телевидении, появляясь в «Частная практика» и «Гавайи 5.0», а в 2014 году имела второстепенную роль в «Полицейский департамент Чикаго».

## Фильмография
| Год       | Название на русском            | Название на английском               | Роль                   | Примечания                               |
| --------- | ------------------------------ | ------------------------------------ | ---------------------- | ---------------------------------------- |
| 1998      |                                | Park Day                             | Sophia Johnson         |                                          |
| 1998      | Уйти из Эдема                  | Free of Eden                         | Nicole Turner          | Телефильм                                |
| 1999      | Настоящее преступление         | True Crime                           | Jane March             |                                          |
| 1999      | Ноев Ковчег                    | Noah’s Ark                           | Ruth                   | Телефильм                                |
| 2001      | Парк МакАртура                 | MacArthur Park                       | Linda                  |                                          |
| 2001      | Первые годы                    | First Years                          | Riley Kessler          | Регулярная роль, 9 эпизодов              |
| 2001      | С Днем Рождения                | Happy Birthday                       | Hannah                 |                                          |
| 2003      | Эбби                           | Abby                                 | Abigail Newman         | Регулярная роль, 10 эпизодов             |
| 2003      | Сумеречная зона                | The Twilight Zone                    | Dr. Leslie Coburn      | Эпизод: «The Placebo Effect»             |
| 2003-2004 | Новая Жанна д’Арк              | Joan of Arcadia                      | Rebecca Askew          | 8 эпизодов                               |
| 2004      |                                | The Devil Cats                       | Hellena Handbasket     |                                          |
| 2004      | Вероника Марс                  | Veronica Mars                        | Mallory Dent           | Регулярная роль, 7 эпизодов              |
| 2005      | Девять жизней                  | Nine Lives                           | Vanessa                |                                          |
| 2006      | Анатомия страсти               | Grey’s Anatomy                       | Deborah Fleiss         | Эпизод: «17 Seconds»                     |
| 2006      | Квартал ужаса Снуп Догга       | Hood of Horror                       | Wanda                  |                                          |
| 2007      | Грайндхаус                     | Grindhouse                           | Jungle Julia           | Сегмент: «Доказательство смерти»         |
| 2007      | Список                         | The List                             | Cecile                 |                                          |
| 2008      | Блюз                           | Blues                                | Dee                    |                                          |
| 2008-2009 | Рыцарь дорог                   | Knight Rider                         | Carrie Rivai           | Регулярная роль, 12 эпизодов             |
| 2010      |                                | Page 36                              | Miss Gray              | Короткометражный фильм                   |
| 2010      |                                | Yard Sale                            | Kate Butler            | Короткометражный фильм                   |
| 2011      |                                | Big Tweet                            | Big Tweet’s Girl       | Короткометражный фильм                   |
| 2011      | Частная практика               | Private Practice                     | Michelle               | Эпизод: «Love and Lies»                  |
| 2011      | Сверхвоины                     | Supah Ninjas                         | Katherine Sharp/Katara | Эпизод: «Katara»                         |
| 2012      | Гавайи 5.0                     | Hawaii Five-0                        | Grace Tilwell          | Эпизод: «I Ka Wa Mamua (In a Time Past)» |
| 2014      | Полицейский департамент Чикаго | Chicago P.D.                         | Detective Sumner       | 7 эпизодов                               |
| 2014      | Ночь живых мертвецов: Начало   | Night of the Living Dead: Origins 3D |                        |                                          |
| 2014      | Слишком поздно                 | Too Late                             | Veronica               |                                          |